# Gabriel LaBelle
Gabriel LaBelle (Vancouver, 20 de septiembre de 2002)
es un actor canadiense-estadounidense de cine y televisión. Es reconocido por haber protagonizado la cinta Los Fabelman de Steven Spielberg en 2022. Su interpretación le valió un reconocimiento en los Critics' Choice Movie Awards cómo Mejor Interpretación Juvenil.

## Biografía
LaBelle es de Vancouver y es hijo del productor y actor de carácter Rob LaBelle. Fue criado como judío. 
LaBelle comenzó a interesarse en la actuación a la edad de 8 años en un campamento de verano, interpretando papeles en sus producciones musicales de Footloose, Shrek the Musical y Aladdin . LaBelle hizo su debut como actor en la pantalla en 2013 en un episodio de la serie de televisión canadiense Motive en un papel de invitado, gracias a que su padre le consiguió a su hijo un agente y fue productor del programa. En 2017, protagonizó la película independiente de terror Dead Shack, que se estrenó en el Festival Internacional de Cine de Vancouver y el Festival de Cine Fantasia. Fue en 2020 que LaBelle se comprometió por completo con la actuación como carrera y voló a Montreal para solicitar programas de teatro, hasta que la pandemia de COVID-19 cerró la ciudad. Finalmente ingresó al programa de teatro de la Universidad de Concordia, pero tuvo que asistir a clases virtualmente. También quería seguir una carrera como actor en la ciudad de Nueva York, pero pospuso los planes para cuidar a su familia en casa. También eliminó sus redes sociales a principios de 2020 por estos motivos, diciendo que hacerlo lo convertía en "un mejor actor porque quieres estar concentrado, ser creativo y tener confianza, pero si tienes esta cosa que destruye tu capacidad de atención y te quita el tiempo" del pensamiento original y satisface aún más tu necesidad de validación, ese es todo mi trabajo. No puedo tener eso en mi bolsillo delantero. Trato de disociarme de ese deseo. Nunca he visto nada de eso tan bueno, incluso antes de audicionar varios papeles."

## Filmografía

### Cine
| Año  | Título                  | Rol                     | Notas                        |
| ---- | ----------------------- | ----------------------- | ---------------------------- |
| 2017 | Max 2: White House Hero | Alfred                  | Acreditado como Gabe LaBelle |
| 2017 | Dead Shack              | Colin                   |                              |
| 2018 | The Predator            | EJ                      |                              |
| 2022 | Los Fabelman            | Samuel "Sammy" Fabelman |                              |
| 2024 | The Snack Shack         | Moose                   |                              |
| 2024 | Saturday night          | Lorne Michaels          |                              |

### Television
| Año  | Titulo                  | Rol               | Notas                                                       |
| ---- | ----------------------- | ----------------- | ----------------------------------------------------------- |
| 2013 | Motive                  | Chad Chase        | Episodio: "Detour"                                          |
| 2015 | iZombie                 | Charlie           | Episodio: "Love & Basketball"; acreditado como Gabe LaBelle |
| 2021 | Brand New Cherry Flavor | Tim Nathans       | Episodio: "Jennifer"                                        |
| 2022 | American Gigolo         | Joven Julian Kaye |                                                             |

## Premios y nominaciones
| Año  | Premios                                       | Categoría                                 | Trabajo      | Resultado | Ref   |
| ---- | --------------------------------------------- | ----------------------------------------- | ------------ | --------- | ----- |
| 2018 | UBCP/ACTRA Awards                             | Mejor interpretación emergente            | Dead Shack   | Nominado  |       |
| 2022 | Atlanta Film Critics Circle                   | Mejor interpretación                      | Los Fabelman | Nominado  | [ 4 ] |
| 2022 | Las Vegas Film Critics Society                | Mejor Actor                               | Los Fabelman | Nominado  | [ 5 ] |
| 2022 | Las Vegas Film Critics Society                | Mejor interpretación juvenil (menor a 21) | Los Fabelman | Ganador   |       |
| 2022 | National Board of Review                      | Mejor interpretación                      | Los Fabelman | Ganador   | [ 6 ] |
| 2022 | New Mexico Film Critics                       | Mejor Actor/Actriz Joven                  | Los Fabelman | Nominado  |       |
| 2022 | North Texas Film Critics Association          | Mejor Novato                              | Los Fabelman | Ganador   |       |
| 2022 | Phoenix Critics Circle Awards                 | Mejor Actor                               | Los Fabelman | Nominado  | [ 7 ] |
| 2022 | Washington D.C. Area Film Critics Association | Mejor interpretación joven                | Los Fabelman | Ganador   | [ 8 ] |